# The Story (песня Брэнди Карлайл)
«The Story» — песня американской фолк-рок-певицы Брэнди Карлайл, вышедшая в качестве 2-го трека на её студийном альбоме The Story (2007). Она также звучит на третьем саундтреке сериала «Анатомия страсти» (2007).
Примерно четыре года спустя версия песни была записана актрисой сериала «Анатомия страсти (Анатомия Грей)» Сарой Рамирес и впервые была представлена в эпизоде 2011 года «Song Beneath the Song». Позже песня была перепета ЛиЭнн Раймс для её альбома Remnants и Долли Партон для благотворительного трибьют-альбома Cover Stories. В декабре 2022 года сингл возглавил рок-чарт Rock Digital Song Sales журнала Billboard.

## История
Братья-близнецы Фил и Тим Хансерот (авторы и гитаристы) являются партнёрами Карлайл по исполнению и написанию песен с 2004 года, а песня «The Story» была написана Филом Хансеротом до того, как Хансероты начали сотрудничать с Карлайл. Она имеет 16-тактовую мелодию и была записана в Ванкувере, Британская Колумбия, Канада, и спродюсирована Ти-Боун Бернеттом. «The Story» была записана «вживую на пленку», когда все исполнители играют и поют одновременно, а не следуют обычной практике, когда музыканты записывают свои партии отдельно, а затем объединяют их в мастер-записи.

## Релиз и продвижение
Песня «The Story» была выпущена в качестве сингла в 2007 году. В марте 2007 года она стала «Download of the Week» на iTunes. Карлайл исполнила песню в прямом эфире на «The Tonight Show with Jay Leno», «Late Night with Conan O’Brien» и «The Early Show».
Наряду с другими песнями Карлайл, песня «The Story» стала известна более широкой аудитории благодаря саундтреку к медицинскому драматическому сериалу «Анатомия страсти». Песня и часть видеоклипа появились в 2007 году в специальном эпизоде под названием «Every Moment Counts». Песня также была использована в рекламе General Motors, которая транслировалась во время телевизионного освещения летних Олимпийских игр 2008 года. «The Story» стала самой популярной песней с альбома Карлайл. По словам Нейт Чинен из газеты New York Times в ней госпожа Карлайл заставила песню чувствовать себя одновременно исповедальной и монументальной: «Начав с шёпота и доведя его до рёва, она использовала стратегии, заимствованные, в частности, у Джеффа Бакли. Но то, что получилось, не было каким-то расчётом; это была просто необработанная сила её голоса и убеждённость в том, что она может дать ему волю».
31 декабря 2021 года Брэнди Карлайл исполнила песню вместе с Майли Сайрус во время концерта Miley’s New Year’s Eve Party. Сайрус остановила шоу, чтобы сказать фанатам: «Как же мне повезло, что я могу пригласить спеть одну из моих любимых песен всех времён с одним из моих любимых артистов всех времён».

## Коммерческий успех и отзывы
В США песня Брэнди Карлайл «The Story» достигла 75 места в чарте Billboard Hot 100, а также 35-е место в чарте Adult Pop Songs и 48-е место в чарте Digital Songs chart. Песня поднялась на 44-е место в австралийском чарте ARIA Singles Chart, 3-е место в норвежском чарте VG-lista, 16-е место в швейцарском чарте синглов и 38-е место в чарте Ö3 Austria Top 40.
Песня «The Story» пробыла 97 недель в различных чартах. Впервые она появилась на неделе 17/2007 в US Singles Top 100, а последний раз — на неделе 14/2012 в Portugal Singles Top 50. Её высшей позицией был номер 1 в чарте Portugal Singles Top 50, и она оставалась там в течение 9 недель.
Том Скэнлон из The Seattle Times описывает живое исполнение «The Story» как «потрясающее» и «леденящее душу». Он отмечает переход в песне между акустическим поп-роком и «кричащим пением», напоминающим Дженис Джоплин. Автор Indianapolis Monthly также сравнивает вокал Карлайл с вокалом Джоплин. Billboard и American Songwriter поставили песню на второе и четвёртое место соответственно в своих списках 10 величайших песен Бренди Карлайл.

## Чарты

### Версия Брэнди Карлайл
| Чарт (2007—2008)                         | Высшая позиция |
| ---------------------------------------- | -------------- |
| Австралия (ARIA)                         | 44             |
| Австрия (Ö3 Austria Top 40)              | 38             |
| Норвегия (VG-lista)                      | 3              |
| Португалия (Billboard)                   | 1              |
| Швейцария (Schweizer Hitparade)          | 16             |
| США (Billboard Hot 100)                  | 75             |
| США (Adult Pop Songs, Billboard)         | 35             |
| США (Rock Digital Song Sales, Billboard) | 1              |

### Версия Сары Рамирес
| песня       | Год  | Высшая позиция | Высшая позиция | Высшая позиция | Высшая позиция | Высшая позиция | Высшая позиция | Альбом       |
| песня       | Год  | US             | US Heat        | AUT            | CAN            | FRA            | IRL            | Альбом       |
| ----------- | ---- | -------------- | -------------- | -------------- | -------------- | -------------- | -------------- | ------------ |
| «The Story» | 2011 | 69             | 2              | [ A ]          | 72             | 94             | 34             | Sara Ramirez |

1. ↑  Песня «The Story» не вошла в австрийский чарт (Ö3 Austria Top 40), но поднялась до 7-го места в чарте Austria Digital Songs.

## Версия Сары Рамирес
В 2011 году песня «The Story» вновь прозвучала в одном из эпизодов сериала «Анатомия страсти». Эпизод 7-й серии «Song Beneath the Song» был специальным музыкальным эпизодом, в котором прозвучали популярные песни в исполнении героев сериала. В эпизоде Сара Рамирес, исполнительница роли Кэлли Торрес, поет песню «The Story». Версия песни, исполненная Рамирес, была включена в качестве трека в мини-альбом Sara Ramirez и в альбом 2011 года Grey’s Anatomy: The Music Event. Исполнение Рамирес было вновь использовано в 2018 году в финале четырнадцатого сезона.

## Версия Лиэнн Раймс
Исполнительница музыки кантри Лиэнн Раймс выпустила на RCA UK кавер-версию песни 24 июня 2016 года в Великобритании в качестве первого сингла со своего тринадцатого студийного альбома Remnants и первого релиза после подписания контракта с RCA UK, а также была издана RCA. Раймс продвигала трек, выступая на BBC One’s The One Show и в лондонском ночном клубе Heaven, но трек не вошел ни в один коммерческий чарт в Великобритании. Раймс также исполнила эту песню в финале четвёртого сезона шоу «Певец в маске».
Раймс заявила, что чувствует сильную связь с этим треком. В интервью Billboard она сказала: «Я полностью принимаю путешествие, в котором нахожусь, и глубже понимаю, что каждая часть моей истории служит цели в моей эволюции как женщины и артистки. Эта песня — не только песня о любви, но и песня о самопринятии и благодарности за жизнь».
9 августа 2016 года на канале Раймс Vevo состоялась премьера музыкального видеоклипа, снятого режиссёром Исааком Ренцем.

## Версия Долли Партон
Песня была перепета американской певицей Долли Партон для компилятивного альбома Cover Stories 2017 года. Она была выпущена в качестве первого сингла с альбома 21 февраля 2017 года.

### История
Когда Карлайл начала планировать запись кавер-версии своего альбома 2007 года The Story, она сказала, что её кумир, Партон, была единственным человеком, которого она имела в виду для записи заглавного трека. Когда Карлайл написала Партон письмо с просьбой записать трек, она предложила Партон понизить тональность, чтобы было легче петь. Позже она вспоминала об этом письме, говоря, что это была «самая глупая вещь, которую я когда-либо писала». Партон с энтузиазмом приняла предложение записать песню и в своем рукописном ответе сказала Карлайл: «Дорогая, сделай мне одолжение. Не бросай ключ. Думаю, я справлюсь». Услышав готовую запись, Карлайл поняла, что её превзошли, сказав: «Каждую излишнюю и выпендрежную ноту, которую я бью в этой песне, Долли берет вначале, а затем поднимает выше. Она просто полностью переигрывает меня».

### Музыкальное видео
Музыкальное видео на песню было выпущено 9 мая 2017 года.